# Valle San Nicolao
Valle San Nicolao település Olaszországban, Piemont régióban, Biella megyében. Lakosainak száma 856 fő (2023. január 1.). Valle San Nicolao Bioglio, Cossato, Pettinengo, Piedicavallo, Scopello, Strona, Valdilana, Vallanzengo, Camandona, Piatto és Quaregna Cerreto községekkel határos.

## Népesség
A település lakossága az elmúlt években az alábbi módon változott:
| Lakosok száma | 1009 | 1004 | 856  |
|               | 2017 | 2018 | 2023 |